# عزيز اوجان
عزيز اوجان (بالتركية: Aziz Oğan)‏ 
عالم الآثار التركي ولد في إسطنبول عام1888 وتوفي بها عام 1956.
يعد من أوائل علماء الآثار في تركيا، أسس المتحف الأثري بأزمير، وتولى إدارة المتحف الأثري بأسطنبول، وهو والد أول عالمة آثار تركيه(جاله إينان).

## حياته
ولد في اسطنبول عام1888، والده حاجي أحمد خليل زاده أحمد من اشراف ادراميت.
في عام1910 تخرج من مكتب صناعة نفيسه قسم الرسم، وقد أهتم السيد عزيز بعلم الآثار بتحريض من السيد عثمان حمدي الذي كان صديق والده، وقد بدأ العمل بعد التخرج في متحف الآثار القديمه.
وقد تم تعينه في التنقيب عن الآثار الموجوده في ولايات (إزمير_مانيسا_أيدين)من أجل تزويد المعلومات الأثريه، وفي عام 1914 تم تعينه مفتشا للتحف الاثريه بازمير، لكن قبيل اعلان حالة الأستعداد للحرب تم تجنيده كضابط احتياط، وتواجد في البداية في معركة جاليبولي والحملة القوقازية وبعدها تم نقله إلى دمشق.
قام بمعاونة تيودور فيجند عالم الآثار الاألماني المعروف والذي كان موظفا في الجيش التركي.
عمل على تأسيس متحف دمشق ووضع خطة تحديد المدينة القديمه، وقام بإزلة الدكاكين والمنازل حول الجامع الأموي بمعاونة هيئه سويسريه وإصلاح معبد جوبيتر في بعلبك بمعاونة الجيش.
وأثناء هذه الفترة تولى إدراة مكتب صناعة نفيسه في دمشق، وفي 8 أغسطس عام1918 سرح من الجيش وعاد إلى وظيفته في ازمير.
وأثناء احتلال ازمير اسند إليه أعمال التصنيف والحفريات بالمتحف الأثري بإسطنبول.
وفي عام 1922قبيل تحرير ازمير بدأ ثانية العمل كمفتش في الجيش.
زود متحف ازمير الأثري بمكتبه ومعرض للصور، وعمل على تأسيس متاحف محليه من أجل عرض المكتشفات في أفسسوبرغاما.
وفي عام 1931 تم تعينه مديرا عاما لمتاحف إسطنبول الأثريه وقد استمر في هذه الوظيفة 23 عاما حتي تقاعد، وأثناء فترة توليه الوظيفة أسهم في تحويل آياصوفيا الي منحف، وإنشاء ورش نحت وتصوير ومعمل كيمياء، وتصنيف أثار الإمبراطورية البارثية ومصرالقديمه وبلاد الرافدين، ومن الأسهامات المهمة التي قام بها في متحف إسطنبول الأثري استبداله ثقف المتحف الخشبي بسقف من الخرسانة.
وفي عام 1933 سافر اروبا لبحث المتاحف الأروبيه، وقام بزيارة أهم متاحف إيطاليا وفرنسا وانجلترا وهولندا وألمانيا والنمسا، وأتيحت له فرصه لبحث الحفريات في اليونان وإيطاليا.
وفي عام1934 رافق الأمير السويدي غوستاف السادس أدولف القادم إلى تركيا في رحلاته إلى ازمير واسطنبول وبورصه.وفي عام1939 ذهب الي نيويوركعلى رأس وفد معرض المتحف والتحف الاثريه في جناح الجمهورية التركيه في معرض العالم المقام في نيويورك وقام بدراسة العديد من المتاحف الأمريكيه.
وكان عضوا في اكاديمية مانيز الألمانيه للعلوم ومعاهد التحف الأثريه في فيينا وبرلين وبراغ وفنلندا والجمعية التاريخيه التركيه.
تم توزيع مرشيدين يجيدون التركيه والفرنسيه لمتاحف برجمه وافس وتمت طباعة نسخ ترجع لكلا من القصور الصينية وأسوار القسطنطينيةوجامع الفاتح
وقد تقاعد عام1953 وتوفي عام1956 وله خمس أبناء من بينهم جاله إينان التي ولدت عام1914 والتي مالت لمهنة والدها وأصبحت أول عالمة آثار تركيه.